# 2009年羅傑·費德勒網球賽季
2009年，費德勒摘下兩座大滿貫單打錦標（法網、溫網），並且生涯第三次闖進四大滿貫決賽，在澳網進入決賽後，以5-7, 3-6, 63-7, 3-6, 2-6鏖戰五盤遭到納達爾擊敗，法網連續四年進入決賽後，以6-1, 7-61, 6-4直落三盤擊敗索德靈，成為網球史上第六位完成職業大滿貫 ，接著在溫網進入決賽後，以5-7, 7-66, 7-65, 3-6, 16-14鏖戰五盤擊敗羅迪克而重返榮耀，拿下第六座冠軍與第十五座大滿貫（打破90年代美國名將桑普拉斯所保持的十四座），在美網連續六年進入決賽後，以6-3, 65-7, 6-4, 64-7, 2-6爆冷負於阿根廷年輕球員德爾波特羅。另外也奪得二座大師賽單打冠軍（一座：馬德里紅土賽事、另外一座：辛辛那提硬地賽事），網球大師盃進入四強後，以2-6, 6-4, 5-7三盤負於達維登科。

## 詳述

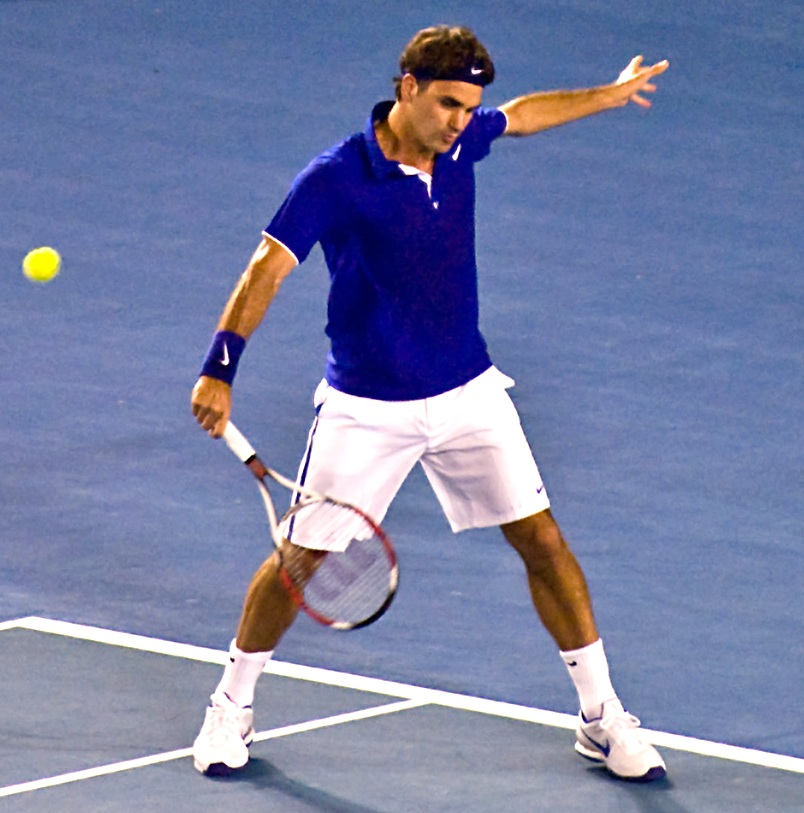
費德勒在2009年澳洲公開賽

2009年，费德勒以ATP世界巡回250系列赛-卡塔尔站（多哈埃克森美孚網球公開赛）开始了2009的比赛，后以比分66-7, 6-2, 6-2的比分被穆雷逆转。他赢得了庫揚精英賽，打败了莫亞（比分：6-2, 6-3）和沃达斯科（比分：6-3, 3-6, 7-6），並在决赛打敗北京奧運男雙金牌搭檔同胞瓦林卡（比分：6-1, 6-3）。
在澳網男單第一轮，费德勒以比分6-1, 7-64, 7-5击败了塞皮。 接着的第二轮，他遭遇大力發球的俄罗斯人科罗乐夫，他轻松的以比分6-2, 6-3, 6-1赢得比賽。 第三轮他遇到俄罗斯老将萨芬，他以比分6-3, 6-2, 7-65直落三盘击败了对手。 第四轮中，费德勒从先输2盘中恢复过来击败了伯蒂奇。 他创造了他进入八強次数的记录，仅耗时80分钟便横扫了8号种子德爾波特羅后（比分：6-3, 6-0, 6-0），使他提前来到连续第19個大满贯的半决赛。 之後他又以比分6-2, 7-5, 7-5击败了罗迪克，使他进入了第18个大满贯决赛。（平了桑普拉斯大满贯决赛，落后仅1次）。 在决赛中，费德勒被对手纳达尔以长盘决胜比分5-7, 6-3, 63-7, 6-3, 2-6打败，在他们第一次主要赛事的硬地决赛中。 比赛持续近4小时，需要5盘结束，纳达尔取得胜利。费德勒流下了泪水在获奖感言时，挣扎着完成了他亚军感言。他批评了自己一发的节奏，这使他输了比赛。
3月9日，印地安泉ATP大師1000賽，四強以三盤比分敗於穆雷。
在邁亞密和羅馬兩個ATP大师1000赛男單四強，费德勒均敗於德约科维奇。
5月17日的ATP大师1000赛马德里站的紅土男單決賽中，费德勒以兩盘6–4打敗世界第一兼紅土王纳达尔，奪得今年首冠，並中斷後者於紅土33連勝。

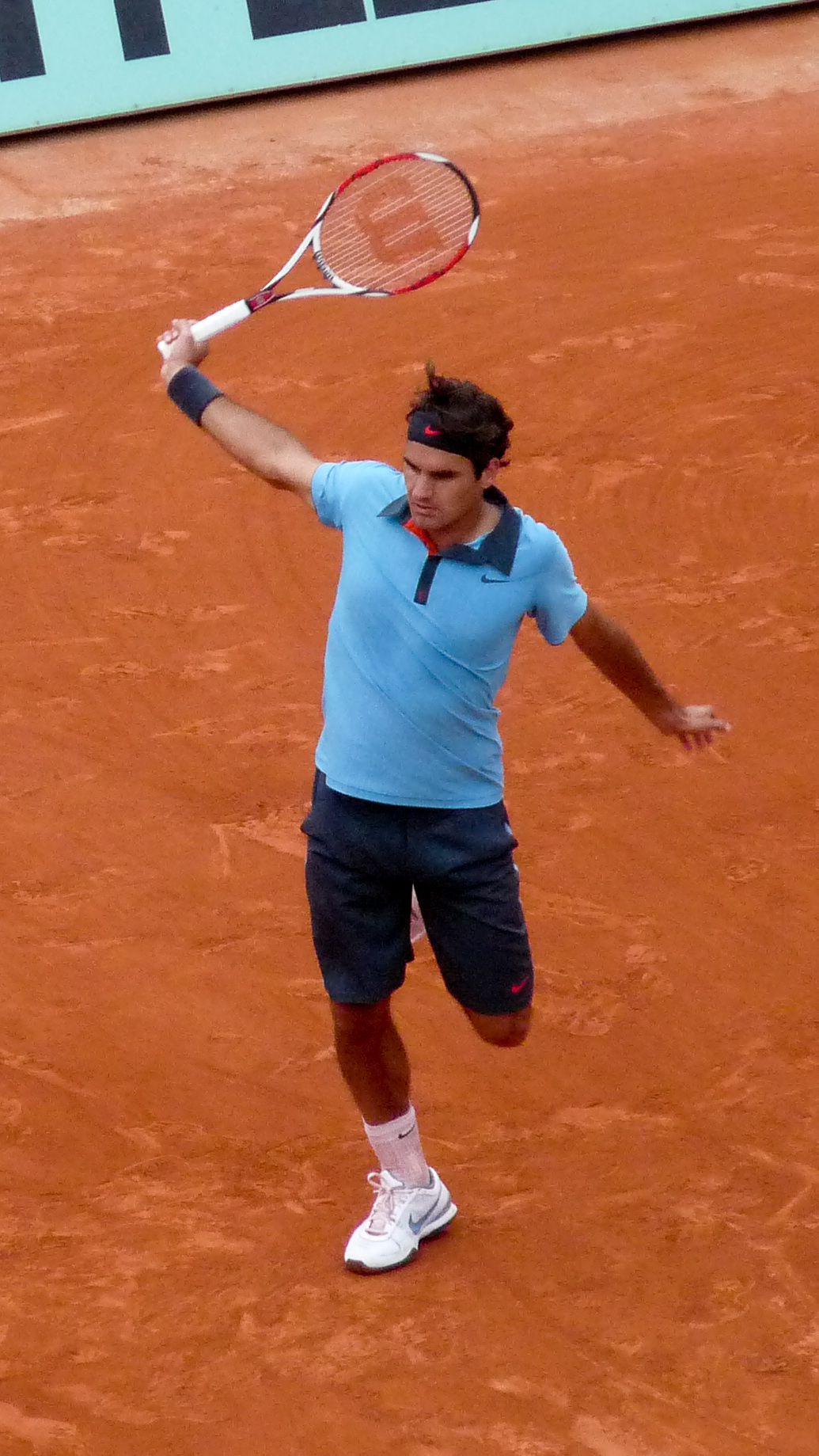
費德勒奪下法網完成職業大滿貫的霸業

6月7日，他在法網晉級過程中第三、四輪與四強均在落後情況下，而逆轉擊敗對手晉級決賽，為法網史上第四位連續四年打進決賽的男子選手。他在法網男單決賽以直落三盤打敗曾在晉級過程中淘汰四屆冠軍纳达尔的瑞典黑馬索德靈，奪得個人首個法網男單錦標，並成為職業大滿貫選手。

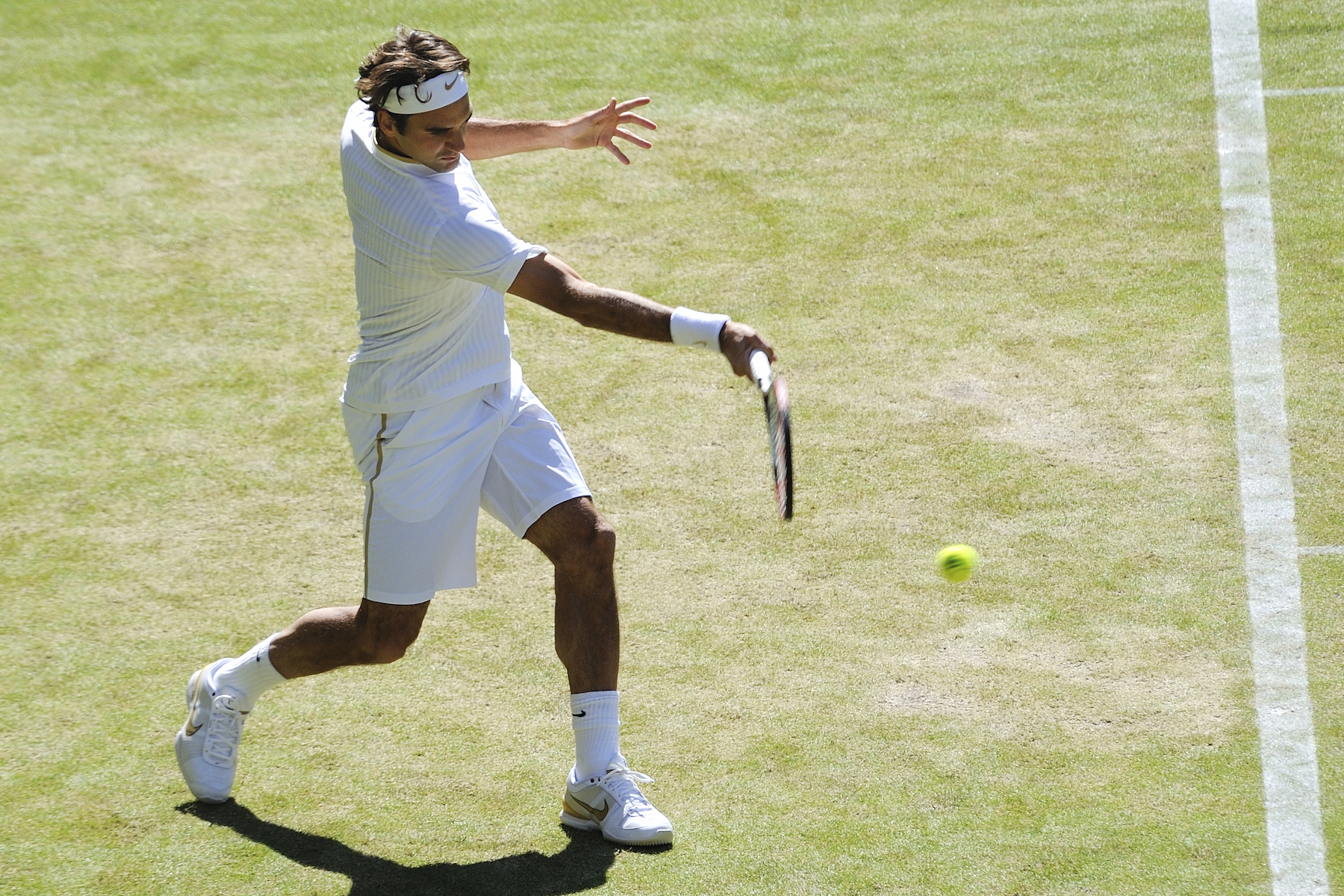
費德勒奪下第六座溫布頓冠軍，並破紀錄奪下15個大滿貫

7月5日，他在溫布頓網球錦標賽決賽苦戰五盤，最終以比分5-7、7-66、7-65、3-6、16-14擊敗羅迪克，奪得溫布頓網球錦標賽冠軍，奪得個人第15個大滿貫冠軍，超越了奪得14個男單大滿貫冠軍紀錄，也是他的第60個ATP單打冠軍。费德勒在溫布頓網球錦標賽的勝利，確定了他將在2009年7月6日从納達爾手上重奪世界第一寶座，此外，他奪得溫網冠軍後，已表明不會在這兩、三年內退役，因為兩個女兒給了他力量。他希望參加2012年倫敦奧運會，在男單賽事中奪金，成為第三位完成職業金滿貫的球員。2009年年底，他重奪ATP年終世界排名第一的寶座。
8月14日，因妻子生产而休假1个多月未参赛的他在ATP大師1000賽加拿大站於八強止步，比分以65-7, 6-1, 63-7敗於特松加。隔週辛辛那提1000賽，費德勒在半决赛横扫穆雷之后延续了自己的上佳状态，在決賽與德约科维奇交手，結果以6-1, 7-5直落二盤擊敗對手，獲得個人生涯第16個ATP大師賽冠軍，也是第61個ATP單打冠軍。
9月10日，在美网1/4决赛中以6-0, 6-3, 66-7, 7-66击败瑞典悍将索德林，连续22次进入大满贯赛的四强，在四強中以7-63, 7-5, 7-5擊敗塞爾維亞好手德约科维奇，是他21次進入大滿貫賽決賽。9月14日，在决赛中，与6号种子阿根廷红星德尔波特罗苦战5盘，以6-3, 65-7, 6-4, 64-7, 2-6不敌对手，屈居亚军，无缘美网六连冠。尽管如此，费德勒依然在2009年四大满贯比赛中收獲了2个冠军，2个亚军，笑傲群雄。
9月25日，他宣布退出AIG日本公開賽與上海1000賽兩個賽事，他希望能讓身體休息、復原。
11月2日，費德勒參加家鄉巴塞爾大衛杜夫瑞士室內賽，四強擊敗同胞好友齊特內里，但決賽意外遭到宿敵德约科维奇以三盤比分6-4, 4-6, 6-2擊敗，四連霸霸業受挫，奪得亞軍。
11月9日，費德勒參加法國巴黎1000賽，在第二輪首戰意外遭到地主球員貝內托以6-3, 7-64, 6-4逆轉淘汰出局。
11月22日，费德勒参加英国伦敦举行的ATP年终总决赛。小组赛首轮，费德勒以4-6，7-5，6-1击败西班牙选手沃达斯科，第二轮以3-6，6-3，6-1逆转击败英国本土好手穆雷，由于另外一组的西班牙斗士纳达尔首轮负于瑞典悍将索德林，因此费德勒提前锁定年终第一，这也是费德勒第五次排名年终第一，仅次于美国天王六次排名年终第一的纪录，也是繼捷克斯洛伐克名宿蘭度後，第二位能夠重奪年終第一的網球手，第三輪再度敗給美網新科冠軍德尔波特罗，不過仍晉級年終賽四強，在四強意外敗給從未輸過的達維登科，無緣再次打入年終賽決賽，儘管如此，他仍保有年終世界第一的地位，達成去年奪回年終第一的目標。

### 比賽

#### 大滿貫單打比賽
| 2009 | 澳網 | 1R | 勝      | 安德烈亞斯·塞皮        | 6-1, 7-64, 7-5              |
| 2009 | 澳網 | 2R | 勝      | 葉甫根尼·科羅廖夫      | 6-2, 6-3, 6-1               |
| 2009 | 澳網 | 3R | 勝      | 马拉特·萨芬            | 6-3, 6-2, 7-65              |
| 2009 | 澳網 | 4R | 勝      | 托馬什·貝爾迪赫        | 4-6, 66-7, 6-4, 6-4, 6-2    |
| 2009 | 澳網 | QF | 勝      | 胡安·馬丁·德爾波特羅   | 6-3, 6-0, 6-0               |
| 2009 | 澳網 | SF | 勝      | 安迪·羅迪克            | 6-2, 7-5, 7-5               |
| 2009 | 澳網 | F  | 負      | 拉斐爾·拿度            | 7-5, 3-6, 7-63, 3-6, 6-2    |
| 2009 | 法網 | 1R | 勝      | 阿爾貝托·馬丁          | 6–4, 6–3, 6–2               |
| 2009 | 法網 | 2R | 勝      | 何塞·阿卡蘇索          | 7-68, 5-7, 7-62, 6-2        |
| 2009 | 法網 | 3R | 勝      | 保羅-亨利·馬蒂厄       | 4-6, 6-1, 6-4, 6-4          |
| 2009 | 法網 | 4R | 勝      | 托米·哈斯              | 64-7, 5-7, 6-4, 6-0, 6-2    |
| 2009 | 法網 | QF | 勝      | 加埃爾·蒙菲爾斯        | 7-66, 6-2, 6-4              |
| 2009 | 法網 | SF | 勝      | 胡安·馬丁·德爾波特羅   | 3-6, 7-62, 3-6, 6-1, 6-4    |
| 2009 | 法網 | F  | 勝 (14) | 羅賓·索德靈            | 6-1, 7-61, 6-4              |
| 2009 | 溫網 | 1R | 勝      | 盧                     | 7-5, 6-3, 6-2               |
| 2009 | 溫網 | 2R | 勝      | 吉列爾莫·加西亞·洛佩斯 | 6-2, 6-2, 6-4               |
| 2009 | 溫網 | 3R | 勝      | 菲利普·科爾施賴伯      | 6-3, 6-2, 65-7, 6-1         |
| 2009 | 溫網 | 4R | 勝      | 羅賓·索德靈            | 6-4, 7-65, 7-65             |
| 2009 | 溫網 | QF | 勝      | 伊沃·卡洛維奇          | 6-3, 7-5, 7-63              |
| 2009 | 溫網 | SF | 勝      | 托米·哈斯              | 7-63, 7-5, 6-3              |
| 2009 | 溫網 | F  | 勝 (15) | 安迪·羅迪克            | 5-7, 7-66, 7-65, 3-6, 16-14 |
| 2009 | 美網 | 1R | 勝      | 德文·布里頓            | 6-1, 6-3, 7-5               |
| 2009 | 美網 | 2R | 勝      | 西蒙·格爾              | 6-3, 7-5, 7-5               |
| 2009 | 美網 | 3R | 勝      | 莱顿·休伊特            | 4-6, 6-3, 7-5, 6-4          |
| 2009 | 美網 | 4R | 勝      | 托米·羅布雷多          | 7-5, 6-2, 6-2               |
| 2009 | 美網 | QF | 勝      | 羅賓·索德靈            | 6-0, 6-3, 66-7, 7-66        |
| 2009 | 美網 | SF | 勝      | 諾華克·祖高域          | 7-63, 7-5, 7-5              |
| 2009 | 美網 | F  | 負      | 胡安·馬丁·德爾波特羅   | 3-6, 7-65, 4-6, 7-64, 6-2   |

## 參看
- 羅傑·費德勒
- 羅傑·費德勒生涯統計
- 2009年法国网球公开赛
- 2009年温布尔登网球锦标赛

## 外部連結
- ATP世界巡迴賽 > 選手 > 羅傑·費德勒 > 比賽動態 > 2009（页面存档备份，存于）